# Giuseppe Pennella
Giuseppe Pennella (Rionero in Vulture, 8 agosto 1864 – Firenze, 15 settembre 1925) è stato un generale italiano.
Pluridecorato ufficiale del Regio Esercito, durante la prima guerra mondiale ricoprì altissimi incarichi, comandando in successione: Brigata "Granatieri di Sardegna", 35ª Divisione, XI Corpo d'armata, 2ª Armata, 8ª Armata e XII Corpo d'armata. Alla testa della 35ª Divisione operò in Macedonia, ma fu esonerato dal comando su richiesta del generale francese Sarrail, comandante dell'Armée d'Orient, con cui era entrato in forte disaccordo.

## Biografia
Nacque a Rionero in Vulture l'8 agosto 1864, figlio di Antonio e Maddalena Plastino. Lasciò il suo paese natio all'età di 13 anni per entrare alla Scuola militare Nunziatella di Napoli, passando nel 1882, a frequentare la Regia Accademia Militare di Modena dove conseguì il brevetto di sottotenente. Frequentò successivamente la Scuola di guerra classificandosi al secondo posto sui trenta disponibili, e conseguì il brevetto di Capo di Stato Maggiore.
Tra il 1894-1899 e il 1902, eseguì accurate ricognizioni nelle zone di San Gottardo, Alta Savoia, Appennino ligure, Giura Francese e Svizzera. Con lo scoppio della prima guerra mondiale fu promosso al grado di colonnello, e nel maggio 1915, con l'approssimarsi dell'entrata in guerra dell'Italia, divenne capo dell'ufficio di segreteria del Capo di stato maggiore del Regio Esercito, generale Luigi Cadorna. Nel novembre dello stesso anno ottenne il comando della Brigata "Granatieri di Sardegna", in sostituzione del generale Luigi Pirzio Biroli. I granatieri ai suoi ordini si distinsero a “Quota 188”, di fronte a Gorizia, e poi nella difesa del Monte Cengio, durante la durissima e sanguinosa battaglia degli Altipiani (3 giugno 1916). Dopo aver partecipato alla sesta (6-17 agosto), e settima battaglia dell'Isonzo (14-18 settembre), il 4 dicembre successivo lasciò il comando della brigata al colonnello brigadiere Giovanni Albertazzi, e il 21 dello stesso mese assunse l'incarico di Capo di Stato maggiore della 4ª Armata, cooperando alla difesa del Cadore e alle azioni difensive delle Alpi di Fasso, per passare poi a quello della 3ª Armata.
Tra il 26 aprile e il 24 maggio 1917 fu Comandante della 35ª Divisione e contemporaneamente del Corpo di spedizione in Macedonia, in sostituzione del generale Carlo Petitti di Roreto, ma entrato in contrasto con il generale francese Sarrail, comandante della'Armée d'Orient, fu rimosso dall'incarico da Cadorna. Si distinse anche sul fronte balcanico, tanto da venire insignito della Croce di Commendatore dell'Ordine della Stella dei Karađorđević. 

### Dopo Caporetto
Nell'ottobre dello stesso anno fu nominato comandante dell'XI Corpo d'armata, per passare il 1 marzo 1918, su decisione del nuovo Capo di Stato maggiore Armando Diaz, alla testa della 2ª Armata che lasciò il 1 giugno per assumere quello dell'8ª Armata del Montello. Partecipò alla Battaglia del solstizio, al cui termine Diaz lo rimosse dal comando per non aver saputo guidare al meglio la difesa del Montello, sostituendolo con il generale Enrico Caviglia. Prese parte alla battaglia di Vittorio Veneto alla testa del XII Corpo d'armata avanzando sull'Altopiano dei Sette Comuni, liberò Pergine Valsugana, evitando atrocità commesse in altri luoghi dal nemico austro-ungarico in ritirata. Al termine del conflitto risultava ferito cinque volte, promosso per meriti di guerra due volte, e pluridecorato al valor militare.
Nel 1919 fu designato dal governo italiano a comandare una forza di 85.000 uomini che avrebbe dovuto intervenire in Georgia  al fine di mantenere l'indipendenza dei nuovi paesi caucasici dalle mire della nascente Unione Sovietica. Tale spedizione non fu poi effettuata.
Assunse poi il comando di Corpo d'armata di Firenze e ricoprì anche la mansione di presidente della Deputazione provinciale fiorentina, venendo messo in posizione di riserva nel 1920. Dopo aver ottenuto diverse decorazioni, si spense a Firenze nel 1925.

## Riconoscimenti
Su commissione di un comitato presieduto da Benito Mussolini, Armando Diaz, Luigi Cadorna ed altre personalità civili e militari, la natia Rionero gli dedicò una statua in bronzo. Nel giugno 1968, nel cinquantennale della battaglia del Solstizio, il comune di Pergine Valsugana gli conferì la cittadinanza onoraria e gli dedicò la via principale; a Giavera del Montello venne eretto un monumento in suo onore, ad opera dello scultore Memi Botter.

## Pubblicazioni
- Studio comparativo fra i regolamenti di esercizi per la fanteria in Germania, Svizzera, Italia, Francia (Reg. in vigore ed in progetto), Russia ed Austria, Casa editrice italiana, Roma, 1902.
- La questione urgente: il problema dei quadri nel Regio Esercito, Casa editrice italiana, Roma, 1902.
- Il nuovo regolamento di esercizi per la fanteria : commentato e comparato a quello finora in vigore,  Casa editrice italiana, Roma, 1905
- Il terreno della regione comprendente i dintorni di Firenze : studio geografico e topografico tattico, Casa editrice italiana, Roma, 1905
- Saggi di tattica applicata per minori reparti delle tre armi, 3 Vol.,[26] Casa editrice italiana, Roma, 1907-1908.
- Le odierne mitragliatrici nella guerra campale, La Speranza, Roma, 1908.[27]
- Il vademecum dell'ufficiale combattente,  Roma, 1909.
- Il vademecum dell'ufficiale di complemento: svolgimento sintetico completo dei programmi ministeriali di: tattica e servizio in guerra, fortificazione, topografia e organica, nozioni complementari, Tipografia del Senato, Roma, 1915.
- Il breviario dei doveri di un comandante di plotone in guerra, Tipografia del Senato, Roma, 1915.
- La nostra rinnovata regolamentazione tattico-logistica riassunta e ordinata per affinità di argomento, La Speranza, Roma, 1915.
- Dodici mesi al comando della Brigata Granatieri, 2 Vol.,[28]  Tipografia del Senato, Roma, 1923.